# Spitaksar
Le Spitaksar ou Spitakasar (en arménien Սպիտակասար, littéralement le « mont Blanc »), est un volcan d'Arménie.

## Géographie
Culminant à 3 555 ou 3 560 mètres d'altitude, le Spitaksar constitue le deuxième sommet le plus élevé du massif de Gegham. Il s'agit d'un dôme de lave de liparite construit le long d'une fissure de quinze kilomètres de longueur. D'un diamètre d'environ 3 500 mètres, il s'élève à environ 500 mètres au-dessus des terrains environnants. Ses flancs orientaux et septentrionaux sont marqués par le passage de glaciers.